# Aradipu
Aradipu (em grego:  Αραδίππου) é uma cidade localizada no distrito de Lárnaca, com população de 19,228 habitantes pelo censo de 2011.